# Katherine Plunket
Katherine Plunket (Kilsaran (County Louth), 22 november 1820 - Ballymascanlon House (County Louth), 14 oktober 1932), was een Ierse aristocraat die was gerelateerd aan de Viscount Clermont, een voormalige title in de peerage van Ierland. Ook was ze op het moment van haar overlijden met 111 jaar en 327 dagen oud de oudste mens ter wereld.

## Oudste mens
Naast haar adellijke bekendheid was Plunket ook bekend om haar zeer hoge leeftijd. Op 4 december 1928 werd ze, na het overlijden van de 113-jarige Delina Filkins, met 108 jaar en 12 dagen de oudste nog levende mens ter wereld. Ze heeft deze titel bijna 4 jaar lang (3 jaar en 315 dagen) gedragen. Katherine was op hoge leeftijd nog erg gezond; ze had op 110-jarige leeftijd nog een goed geheugen en had tijdens haar leven geen last van gezondheidsproblemen, tot ze op 102-jarige bedlegerig werd vanwege een zware bronchitis. Katherine Plunket overleed op 14 oktober 1932 in Ballymascalon House, een van de huizen van haar voorouders, en haalde net niet de leeftijd van 112 jaar. Ze was de laatste nog levende mens die Sir Walter Scott persoonlijk had ontmoet en was 38 jaar lang de oudste mens die in Groot-Brittannië of Ierland was overleden, totdat Ada Roe dat record in 1970 verbrak. Tot 10 januari 2014 was Katherine tevens de oudste mens ooit uit Ierland, totdat haar record werd verbroken door Kathleen Snavely uit Clare (1902-2015), die op 113-jarige leeftijd in Syracuse in de Verenigde Staten overleed.